# Johann von Lutz
Pour les articles homonymes, voir Lutz.
Johann von Lutz, né le 4 décembre 1826 à Münnerstadt et décédé le 3 septembre 1890 à Niederpöcking est un homme politique bavarois.

## Origines
Ses parents sont le maître d'école et professeur de musique Joseph Lutz (1801-1879) et son épouse Magdalena Schedel (1809-1862), fille du médecin de campagne Karl Schedel, de Hammelburg.

## Biographie
John Lutz étudie le droit, de 1843 à 1848 à l'Université de Wurtzbourg. Il participe à la rédaction du Code de commerce général pour l'allemagne en tant que délégué bavarois.
En 1867, il devient ministre de la Justice de Bavière et en 1869 ministre de la Culture. Il défend  la suprématie de l’État sur l’Église. Après la démission imposée par le chancelier allemand Otto von Bismarck, d'Adolph von Pfretzschner comme Ministre-président de Bavière, Lutz reprend ce poste qu'il conserve jusqu'à sa mort. Son successeur sera Friedrich Krafft von Crailsheim.
Lutz a joué un rôle dans la destitution du roi Louis II. En mars 1886, il demande au Dr Bernhard von Gudden, spécialiste de l'anatomie du cerveau, d'émettre un avis sur l'état mental de Louis II. Le 23 mars, von Gudden informe officiellement Lutz, alors ministre-président, que le roi est fou.
Lutz fut anobli personnellement en 1866 et reçut la pairie héréditaire en 1880. Il fut élevé au rang de baron en 1884.

## Famille
Johann von Lutz a été marié plusieurs fois.
Il épouse en 1853, à Sommerhausen, Caroline Reuss (1828-1865), fille du fonctionnaire Lorenz Reuss et de Rosina Bechert. Le couple a un fils, Ernst (1859-1921), et une fille.
Il épouse en 1867, à Munich, Anna von Schmidt-Osting (1838-1884), fille du médecin Adolph von Schmidt-Osting et d'Amalie von Habermann. Ils ont deux fils, dont Adolf Joseph Oskar (1868-1952)
Enfin, il épouse 1887, à Munich, Margareta Fretz (1845-1924) veuve Riedinger, fille du chirurgien Georg Fretz et de Magdalena Langenmayr.

## Literatur
- (de) Theodor Bitterauf, « Johann Freiherr von Lutz », dans Allgemeine Deutsche Biographie (ADB), vol. 55, Leipzig, Duncker & Humblot, 1910, p. 555-558
- Fritz von Rummel (de), Das Ministerium Lutz und seine Feinde 1871–1882. Ein Kampf um Staatskirchentum, Reichstreue und Parlamentsherrschaft in Bayern. C. H. Beck, Munich, 1935.
- Walter Grasser, Johann Freiherr von Lutz. Eine polit. Biographie., Munich, 1967.
- (de) Walter Grasser, « Johann Freiherr von Lutz », dans Neue Deutsche Biographie (NDB), vol. 15, Berlin, Duncker & Humblot, 1987, p. 568–570 (original numérisé).
- Karl Möckl (de), Johann (Freiherr von) Lutz (1826–1890). Dans: Fränkische Lebensbilder. Neue Folge der Lebensläufe aus Franken. (= Veröffentlichungen der Gesellschaft für Fränkische Geschichte. série VII A, Vol. 14), Gesellschaft für Fränkische Geschichte, Wurtzbourg 1991,  (ISBN 3-7686-9114-4), p. 211–242.